# Festival international de mode et de photographie
Het Internationale Festival voor Mode en Fotografie, werd, onder auspiciën van Jean-Pierre Blanc, in 1985 opgericht. Het internationale modefestival wordt elk jaar in de tweede helft van april in Hyères (Var, Frankrijk) gedurende drie dagen gehouden.

Tot 1997 werd dit festival de European Salon of Young Stylists genoemd. Elf jaar na de eerste editie verhuist de wedstrijd naar de Villa Noailles. Op dat moment creëerde het festival, naast de modewedstrijd, een tweede wedstrijd voor jonge fotografen.
In de loop der jaren is het festival uitgegroeid tot een belangrijk modefestivals en brengt vele ontwerpers, fotografen, fabrikanten, directeuren van stijlkantoren, agenten, galeriehouders, distributiekantoren, warenhuizen samen.
In 2011, en voor het eerst sinds de oprichting, zijn alle shows in het beschermd natuurgebied de Salins-d'Hyères .

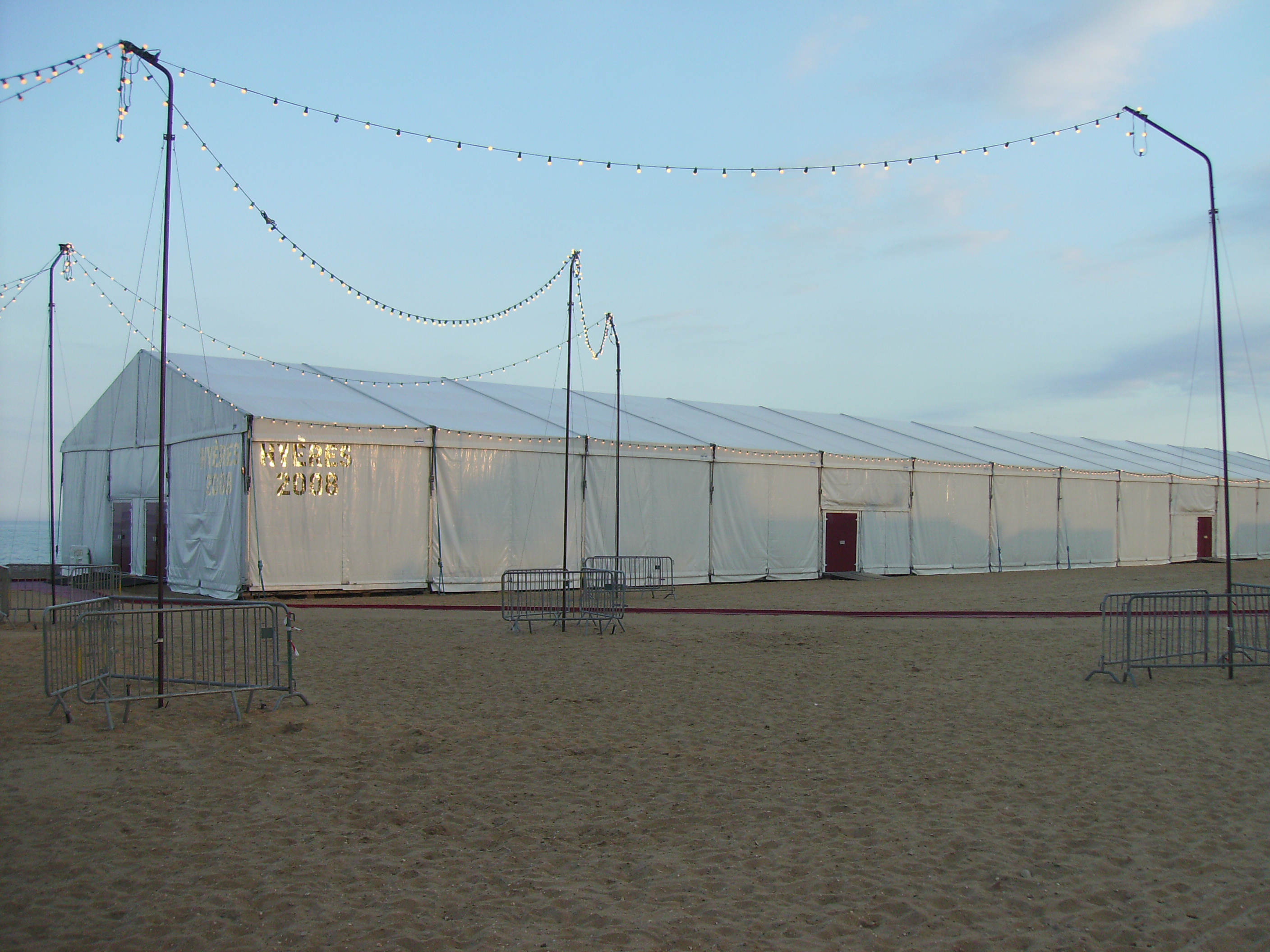
Tent die voor de editie van 2008, op de stranden van Ayguade, is opgezet.